# Aqüeducte del Rieral
Aqüeducte del Rieral és una obra de Riudarenes (Selva) inclosa a l'Inventari del Patrimoni Arquitectònic de Catalunya.

## Descripció
L'aqüeducte del Rieral està situat al nord-oest del nucli de Riudarenes, molt a prop del Torrent del Vilarràs dins de l'indret conegut com el veïnat del Rieral. Es tracta d'un aqüeducte de tres trams d'arcs rebaixats construït amb maçoneria de pedra rústica. Els pilar son rectangulars i està parcialment cobert de vegetació.